# Сухомбаев, Агадил
Агадил Сухомбаев (каз. Ағәділ Сухамбаев; 1920—1944) — красноармеец Рабоче-крестьянской Красной Армии, участник Великой Отечественной войны, Герой Советского Союза (1945).

## Биография
Происходит из рода Шымыр племени дулат. 
Агадил Сухомбаев родился 16 декабря 1920 года в посёлке Карасу (ныне — Байзакский район Жамбылской области Казахстана). После окончания десяти классов школы работал в колхозе. В 1940 году Сухомбаев был призван на службу в Рабоче-крестьянскую Красную Армию. С октября 1941 года — на фронтах Великой Отечественной войны.
К июлю 1944 года красноармеец Агадил Сухомбаев командовал отделением 628-го стрелкового полка 174-й стрелковой дивизии 31-й армии 3-го Белорусского фронта. Отличился во время освобождения Польши. 31 июля 1944 года в критический момент боя у деревни Стшельцовизна в 24 километрах к северо-востоку от города Августов Сухомбаев закрыл собой амбразуру немецкого пулемёта, ценой своей жизни способствовав успешным действиям своих товарищей. Похоронен в городе Друскининкай в Литве.

## Награды и звания
Указом Президиума Верховного Совета СССР от 24 марта 1945 года красноармеец Агадил Сухомбаев посмертно был удостоен высокого звания Героя Советского Союза. Также посмертно был награждён орденом Ленина.

## Память
- В честь Сухомбаева названы улицы в Гродно, Таразе, Друскининкае, селе Акжар Байзакского района, а также школа, в которой он учился, установлен бюст на его родине (Жамбыл).
- Мемориальная доска Герою в Гродно (ул. Сухомбаева, 3)[2].
- В музее боевой и трудовой славы УО "Гродненский колледж бытового обслуживания" (Гродно) оформлена экспозиция Герою[3].
- Имя Героя присвоено школе № 16 в г. Гродно[4]. Одна из экспозиций в школьном музее посвящена Герою.